# Crkva Uznesenja Blažene Djevice Marije u Botevgradu
Crkva Uznesenja Blažene Djevice Marije u Botevgradu pravoslavna je crkva u bugarskom gradu Botevrgradu.
Prva dvorana hrama nastala je 4. svibnja 2005. godine, s blagoslovom metropolita Gabriela Lovčanskoga. Svečano je otvorena i posvećena 23. lipnja 2007. godine. Zauzima prostor od 350 m.
Projekt je zamislio arhitekt Daniel Arbov. Više od 200 ljudi stanje u unutarnji prostor hrama. Sastoji se od tri međusobno povezana dijela: predvorja, glavne dvorane i oltara. 
Prednja vrata izrađena su prema posebnom projektu prof. Dimitra Zaimova. Stepenište vodi do zvonika gdje su postavljena tri zvona, teška 130, 90 i 60 kg. Napravljena su u Grčkoj. 
Crkva je prijelazni oblik između crkve u obliku križa i bazilike. Kupola stoji na četiri stupa. Kreativni tim umjetnika pod vodstvom Vladimira Avramova obojio je unutrašnjost crkve i kupolu s prikazom svemira, čovjeka i povijesti njegovog spasenja. 
U središtu oltara je sveto prijestolje. U posebnoj niši ugrađene su relikvije sv. Polikarpa Smirnenskoga.
Majstor ikonostasa je Matej Pavlov, koji je izradio duboke, otvorene drvene rezbarije. Najviši dio ikonostasa završava križem na kojem je postavljeno 150 komada crvenoga nakita, obrađenog kamenja češkog kristala.